# Dinitrogén-pentoxid
A dinitrogén-pentoxid (vagy dinitrogén-pentaoxid) a nitrogénnek egyetlen, közönséges körülmények között szilárd halmazállapotú oxidja. A képlete N2O5. Szilárd halmazállapotban ionrácsos jellegű, a kristályrácsában NO+2 (nitril-) kationok és NO−3 (nitrát-) anionok találhatók.

## Fizikai tulajdonságai
Színtelen, kristályos anyag, amely azonban már 20°C fölött bomlás közben megsárgul. Olvadáspontja kb. 30°C-on van. A képződő folyadék bomlás közben kb. 45°C-on forr. Hirtelen melegítésre robbanásszerűen bomlik.

## Kémiai tulajdonságai
Igen erélyes oxidálószer, a ként és a foszfort hevesen oxidálja, a legtöbb fémmel szemben azonban elég passzívan viselkedik. A salétromsav valódi anhidridje, hőfejlődés közben salétromsavvá alakul:
N2O5 + H2O = 2 HNO3
Előállítható vízmentes salétromsavból, ha azt foszfor-pentoxiddal vákuumban óvatosan desztilláljuk. A desztilláló gőzöket jéggel hűtött szedőben fogjuk fel: 
2 HNO3 + P2O5 = N2O5 + 2 HPO3
A szedőben rendszerint két réteg gyűlik össze; a felső narancsszínű dinitrogén-pentoxid, míg az alsó réteg salétromsavból áll. A rétegeket választótölcsérben elkülönítve, a dinitrogén-pentoxid jéggel hűtve kikristályosítható.